# Université Paris-Panthéon-Assas
 (mars 2024).
Pour l’article homonyme, voir Assas.
Ne doit pas être confondu avec Université Panthéon-Sorbonne.
L'université Paris-Panthéon-Assas, également appelée Paris-II,, Panthéon-Assas ou plus familièrement Assas est un établissement d'enseignement supérieur sous le statut d'établissement public expérimental. Elle est fondée en 1970 après les événements de mai 1968 et l'éclatement de l'université de Paris.
L'université, qui doit son nom aux centres Panthéon et Assas, enseigne le droit, la science politique, l'économie et le journalisme. Elle est généralement considérée comme la meilleure université de droit-science politique en France.

## Historique
Créée sous le nom de Paris-II en 1970, elle est rebaptisée université de droit, d'économie et de sciences sociales de Paris II en 1988, puis Panthéon-Assas Paris II en 1990, Panthéon-Assas en 1998, puis Paris-Panthéon-Assas en 2022.
À l'instar de l'université Paris-I Panthéon-Sorbonne, Panthéon-Assas est créée sous le nom de Paris-II lors du démembrement de l'université de Paris à la suite de mai 1968. La majorité des juristes de l'ancienne faculté de droit de Paris (en particulier les privatistes et les historiens du droit) rejoint Paris-II, considérée depuis comme une université conservatrice et principalement spécialisée en droit. À l'inverse, les professeurs préférant une université pluridiscplinaire se rallient à Paris-I.
En 1983, une partie de ses étudiants participent au mouvement contre la réforme Savary des universités ainsi qu'au mouvement contre le projet de loi Devaquet.
Entre 2010 et 2019, l’université était associée à la communauté d’universités et établissements Sorbonne Universités avec les universités Paris-IV Sorbonne et Paris-VI Pierre-et-Marie-Curie (UPMC),. Elles finissent par fusionner pour former Sorbonne Université en 2019, l'université Paris-II Panthéon-Assas ayant quitté le projet par peur de « perdre son identité »,.

Le 1er janvier 2022, elle devient un établissement public expérimental, prend le nom d'université Paris-Panthéon-Assas et intègre quatre nouveaux établissements en tant qu'établissements-composantes : l'Institut de management et de communication interculturels (ISIT), l'École française d'électronique et d'informatique (EFREI), le Centre de formation des journalistes (CFJ) ainsi que l'École W,.

Logo jusqu’en 2016.
Logo de 2016 à 2021.
Logo depuis 2021.

## Composantes
Au 1er janvier 2022, les composantes de l'université sont les établissements-composantes, les collèges de formation et de recherche (CFR), les six départements universitaires, les unités mixtes de recherche, les centres de recherche, les écoles doctorales et les instituts.
Avant le 1er janvier 2022 et conformément au Code de l'éducation, les composantes de l’université sont les unités de formation et de recherche (UFR) et les instituts. Des départements délibèrent notamment sur l’organisation et l’affectation des enseignements ou sur l’orientation de la recherche.

### Établissements-composantes
Dans le cadre de l'établissement public expérimental, quatre établissements-composantes sont intégrés à l'université Paris-Panthéon-Assas au 1er janvier 2022 :
- l'Institut de management et de communication interculturels (ISIT) ;
- l'École française d'électronique et d'informatique (EFREI) ;
- le Centre de formation des journalistes (CFJ) ;
- et l'École W.

L'ISIT est une grande école, et à ce titre membre de la Conférence des grandes écoles (CGE) dispensant un enseignement en management et communication interculturels, relations internationales, traduction et interprétation de conférence. Quant à elle, l'EFREI est une grande école membre de la Conférence des grandes écoles (CGE) et l'une des 204 écoles d'ingénieurs françaises accréditées au 1er septembre 2020 à délivrer un diplôme d'ingénieur. Le CFJ est une grande école membre de la Conférence des grandes écoles (CGE) dispensant un enseignement au journalisme. Créée en 2016 par le CFJ, l'École W est une école pluridisciplinaire spécialisée dans la production et la création de contenus appliqués au journalisme, à la communication, au marketing, ainsi que de productions documentaires et de fiction,.

### Collèges de formation et de recherche
Au 1er janvier 2022, l'université Paris-Panthéon-Assas se compose de huit collèges de formation et de recherche (CFR), dont un CFR de 1er cycle (CFR Découverte et fondamentaux, et ses quatre secteurs : Droit-Science politique, Sciences économiques, Sciences de gestion et Lettres, Sciences humaines et sociales) ; ainsi que sept CFR de 2e et 3e cycles, formés autour des thématiques de formation et champs disciplinaires couverts par des départements de formation ou des établissements-composantes: Europe et international ; Information et réseaux ; Marchés, entreprise et travail ; Organisation, État et action publique ; Patrimoine, contrats et personnes ; CFR Risque, environnement et sécurité ; CFR Société, justice et criminalité.

### Instituts
L'université Paris-Panthéon-Assas est composée de six instituts, dont l'Institut de préparation à l'administration générale de Paris, l'Institut d'études judiciaires Pierre-Raynaud (IEJ), l'Institut français de presse (IFP), fondé en 1937, l'Institut « Maison des sciences de gestion » ainsi que l'Institut de Recherche en Propriété Intellectuelle.

### Bibliothèques
L'université Paris-Panthéon-Assas compte quatre bibliothèques universitaires membres du service commun de la documentation (SCD) de l’Université. Parmi elles : la bibliothèque d'Assas qui, après plusieurs années de travaux, a ouvert en mars 2011 et dont ses collections sont en libre accès et en magasin. Elle dessert tous les cycles ; la bibliothèque de Melun qui a ouvert en 1986 et dont toutes ses collections sont en accès libre. Elle dessert principalement les étudiants inscrits en licence au centre de Melun ; la bibliothèque de Vaugirard qui a ouvert en 1996 et dont toutes ses collections sont en accès libre. Elle dessert principalement les étudiants en première année de licence de droit, de science politique ainsi que d'économie-gestion. Elle est située au 391 rue de Vaugirard (15e arrondissement) ; les bibliothèques Noailles et Collinet spécialisé en Droit romain, et d'histoire économique au sein du centre Sainte-Barbe ; ainsi que la bibliothèque Cujas, ouverte aux enseignants et aux étudiants à partir de la 2e année de licence.

## Implantation

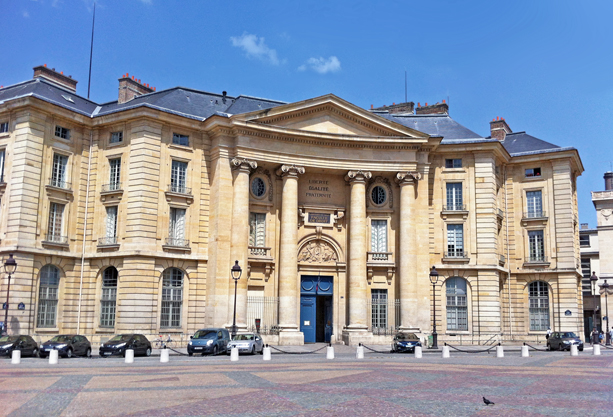
Centre Panthéon : le bâtiment principal sur la place du Panthéon.

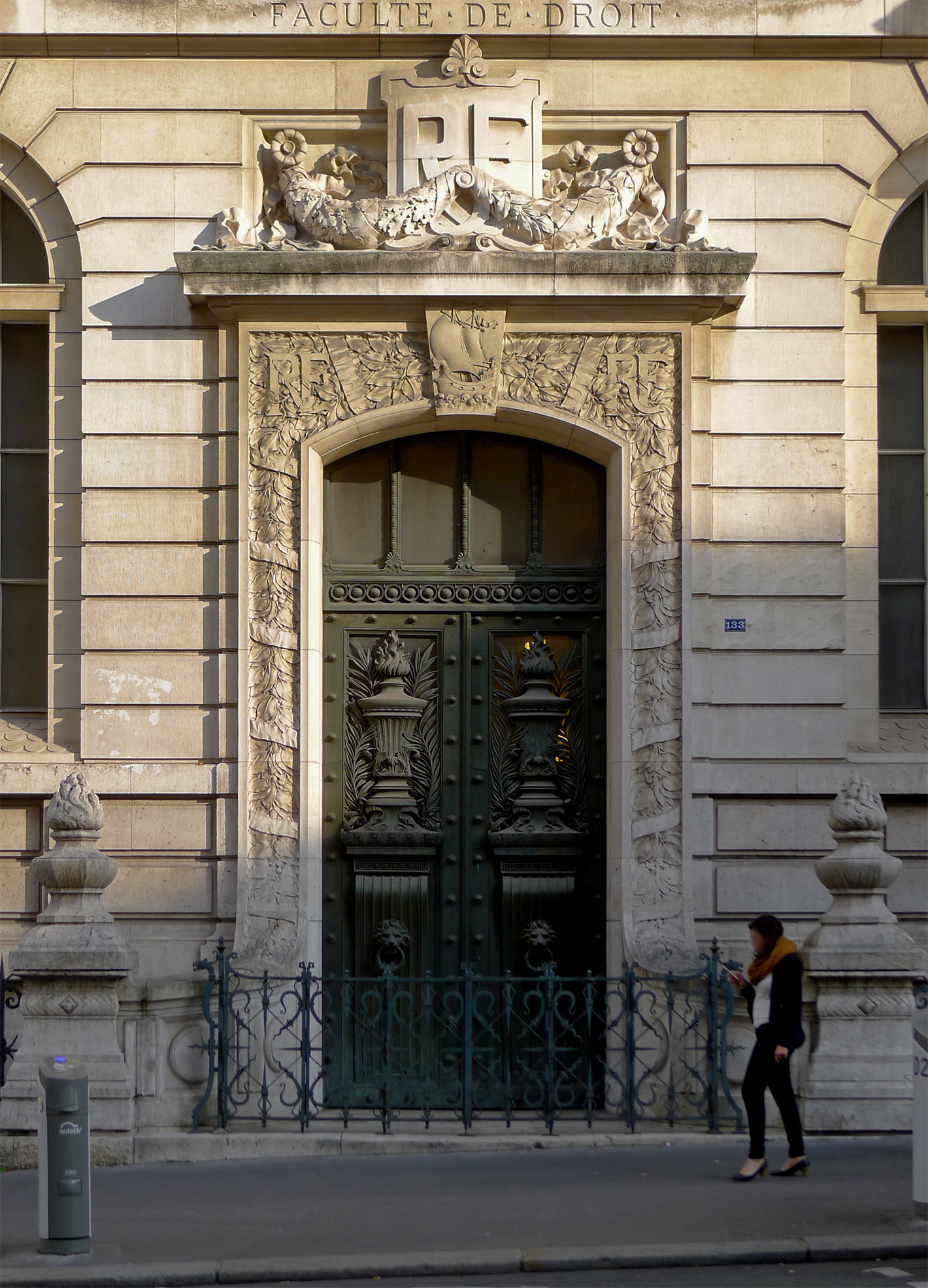
Entrée arrière du Centre Panthéon depuis la rue Saint-Jacques.

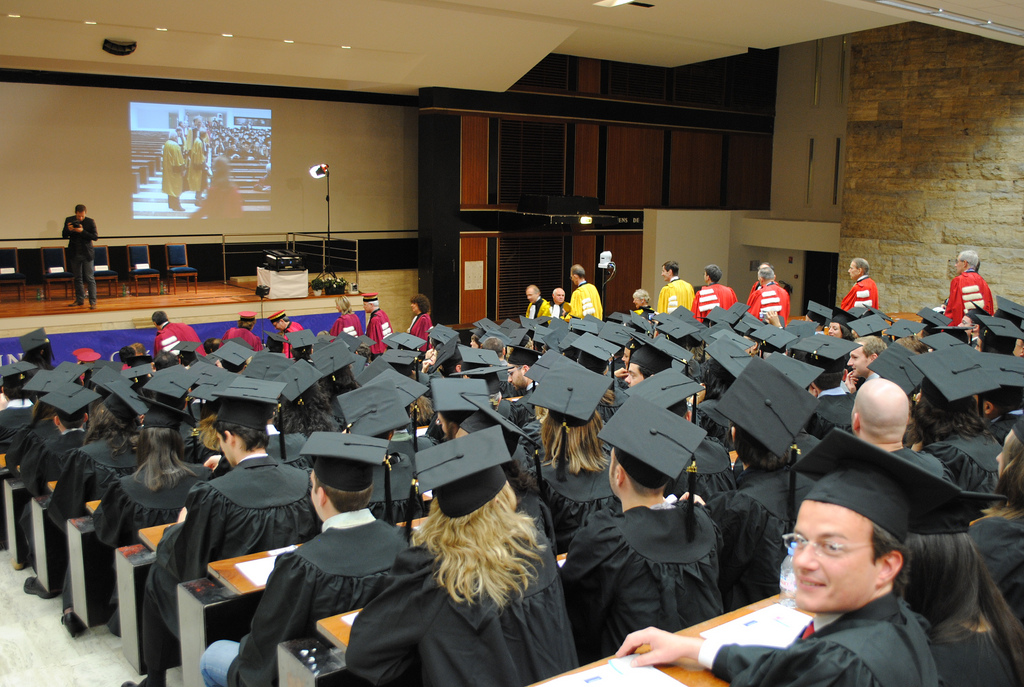
L'amphi 1 du Centre Assas lors de la cérémonie de remise des diplômes des docteurs.

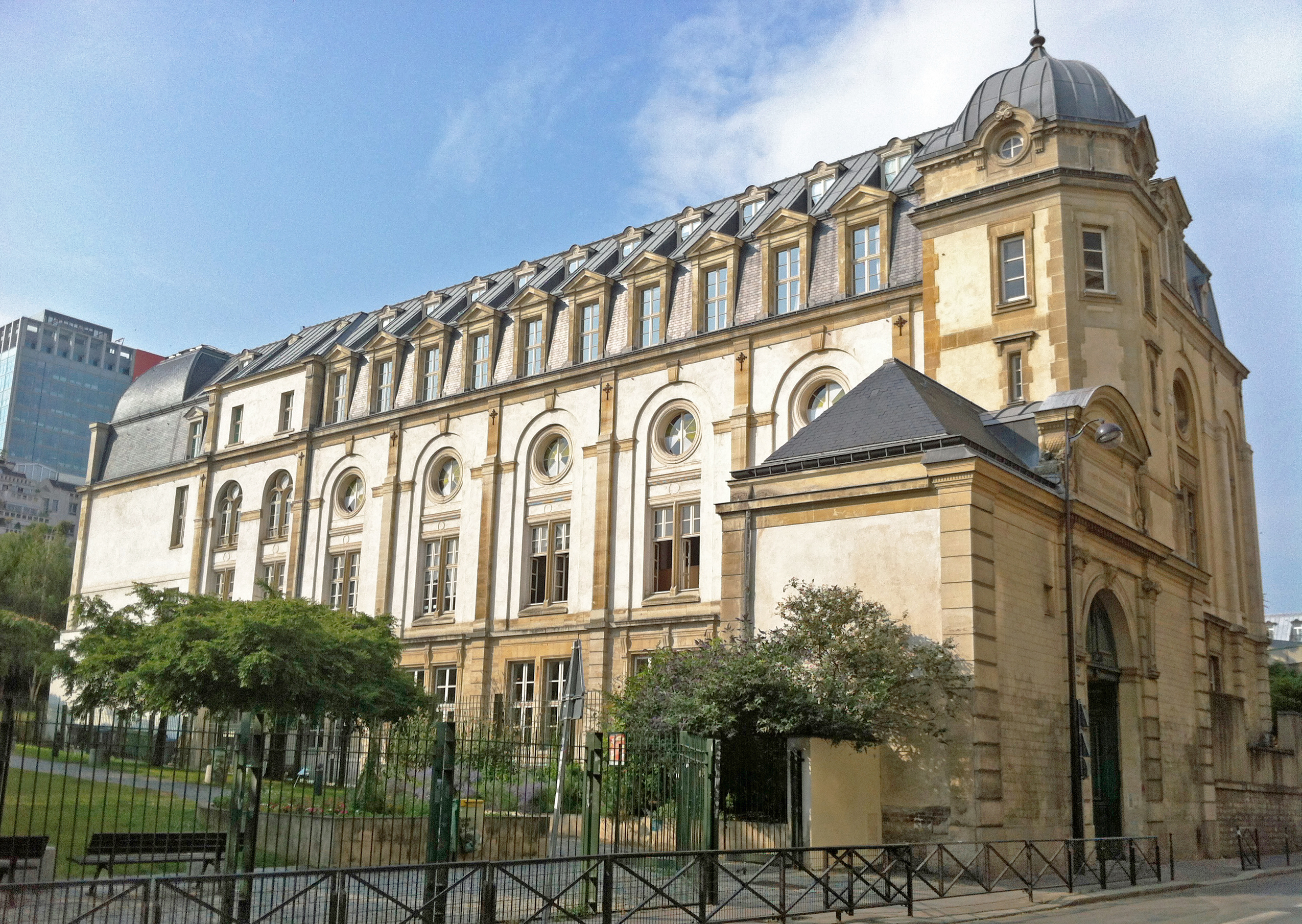
L'implantation au 391, rue de Vaugirard. L'ancien collège de l'Immaculée-Conception où le jeune Charles de Gaulle a été élève sert aujourd'hui de centre universitaire aux étudiants de première année.

### Paris

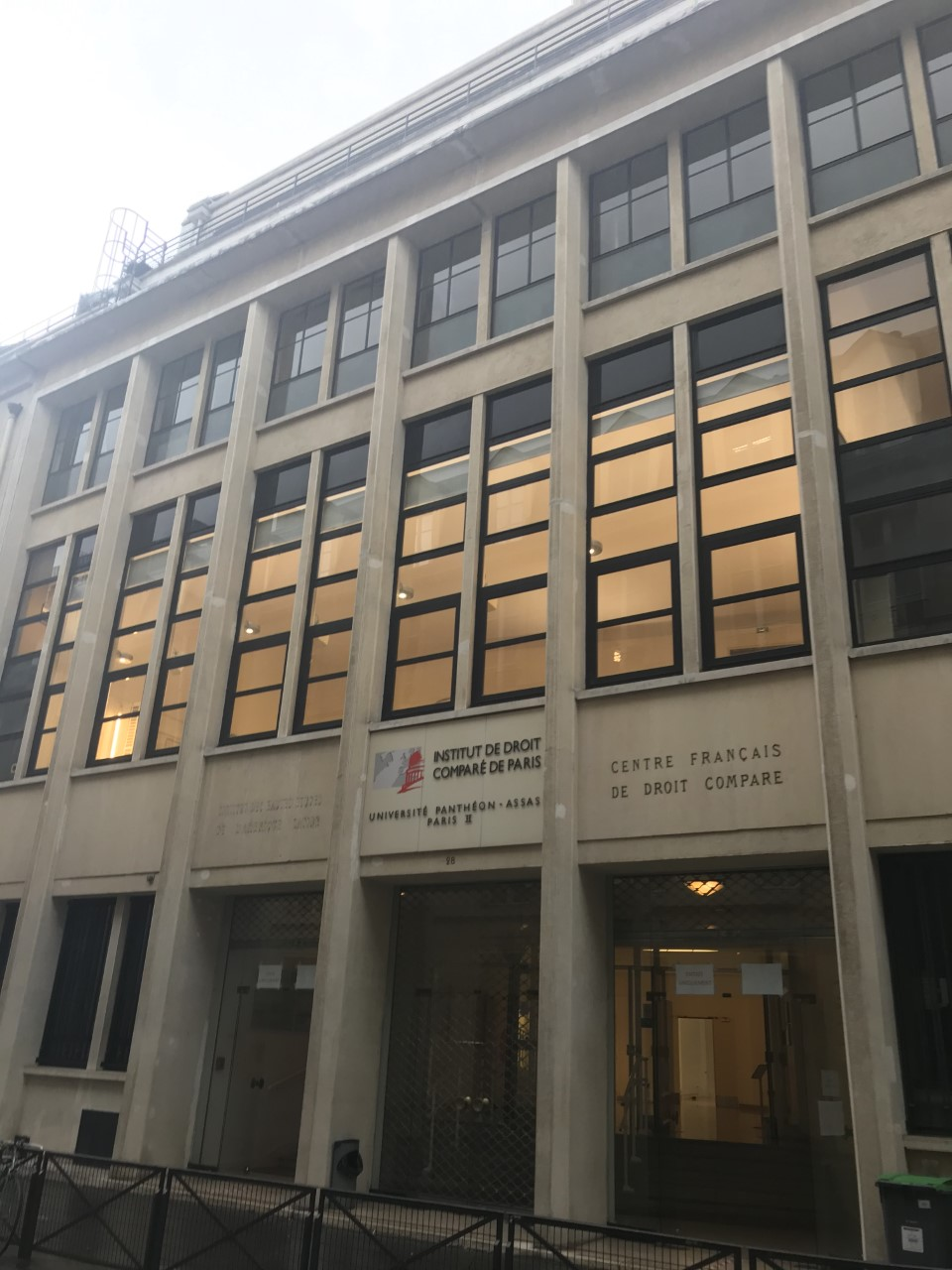
Institut de droit comparé de Paris.

- Dans le 5e arrondissement de Paris :
  - 12, place du Panthéon, face au Panthéon : anciens murs de la faculté de droit de l'université de Paris, désormais partagés entre Panthéon-Sorbonne et Panthéon-Assas. En plus d'y donner des cours, leurs présidences respectives s'y trouvent.
  - 158, rue Saint-Jacques : Institut Cujas ;
  - 295, rue Saint-Jacques : Laboratoire de droit social ;
  - 10, rue Thénard : Centre d'études et de recherches de science administrative ;
  - 1, rue d'Ulm : Centre de droit américain ; Institut Michel Villey ; laboratoire de sociologie juridique ;
  - 1, rue Guy de la Brosse : formations en gestion ;
  - 4 rue Valette : droit romain et histoire du droit ; Institut du droit Romain ; histoire comparée des institutions de l'Europe, et du droit canonique ;

- Dans le 6e arrondissement de Paris :
  - 92, rue d'Assas : Institut français de presse ;
  - 39 bis, rue d'Assas : Institut de management et de communication interculturels ;
  - 5-7, avenue Vavin : Centre d'analyse et de recherche interdisciplinaires sur les médias ;
  - 118-122, rue de Vaugirard : droit des affaires ;
  - 4, rue Blaise Desgoffe : économie mathématique ;

- Dans le 7e arrondissement de Paris :
  - 28, rue Saint-Guillaume : Institut de droit comparé.
- Dans le 12e arrondissement de Paris :
  - 210, rue du Faubourg-Saint-Antoine : Centre de formation des journalistes et École W ;

- Dans le 13e arrondissement de Paris :
  - 36 rue Charcot : économie et gestion ;

- Dans le 15e arrondissement de Paris :
  - 391, rue de Vaugirard (ancien collège de l'Immaculée-Conception).

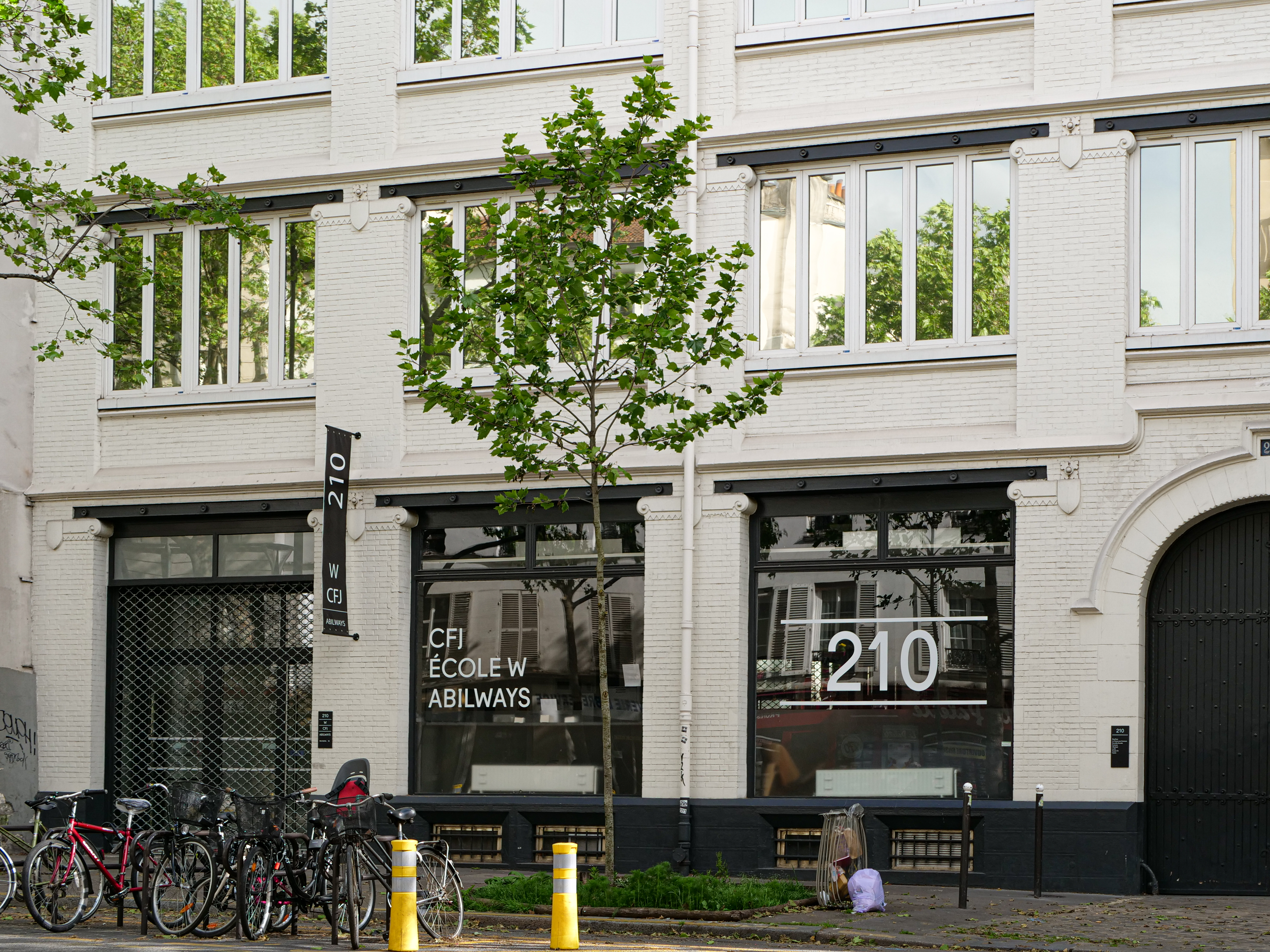
Le Centre de formation des journalistes et de l'École W.

### Melun
Le centre universitaire délocalisé de Panthéon-Assas en Seine-et-Marne se nomme « Institut de droit et d'économie de Melun », situé au 19 rue du château. Il est destiné aux formations d'économie et de droit du premier cycle (licence) et d'enquêteurs de droit privé en master.

### Villejuif
L'école d'ingénieurs EFREI Paris s'y trouve.

## Formation et recherche

### Enseignement
L'université Paris-Panthéon-Assas dispense des enseignements en droit, sciences politiques et sociales (média et communication), sciences de gestion et sciences économiques. Elle dispose de cinq écoles doctorales, de 25 centres de recherche et délivre des diplômes à 8 600 étudiants par an (sur les 18 000 que compte l'établissement, dont 3 000 étrangers). La formation se décompose en 17 licences, 6 licences professionnelles, 24 master 1 (M1), 87 master 2 (M2), 41 diplômes universitaires (DU), 6 diplômes supérieurs d'université (DSU), 3 Master of Laws (LLM), 1 Master of Business Administration (MBA), 1 cursus master ingénieur (CMI) et 23 formations en apprentissage.
L'université dispose d'accords académiques avec d'autres établissements d’enseignement supérieurs français : Sorbonne Université pour 5 doubles diplôme (histoire de l'art et droit, histoire et droit, histoire et médias, sciences et droit et relations internationales), l'ESSEC pour des doubles diplômes en master,, l'université Paris-Dauphine, pour un master en ingénierie économique, l'école nationale supérieure des mines de Paris, pour un master, École des hautes études commerciales de Paris pour un master en fiscalité internationale, et l'INSEAD pour un LL.M. en droit international des affaires. 3 masters en droit public sont en co-habilitation avec l'université Paris-1 Panthéon-Sorbonne.
Depuis la rentrée 2013, l'université Paris-Panthéon-Assas, à travers le site Agor@ssas, propose une licence en droit et en sciences humaines & sociales en ligne.

### Recherche
Cette section ne s'appuie pas, ou pas assez, sur des sources secondaires ou tertiaires indépendantes du sujet. Le texte peut contenir des analyses inexactes ou inédites de sources primaires.
Pour l'améliorer, ajoutez-en, ou placez des modèles {{Source secondaire souhaitée}} ou {{Source secondaire nécessaire}} sur les passages mal sourcés. (avril 2023)
L'université compte cinq écoles doctorales, et 23 laboratoires de recherche, dont deux unités mixtes de recherche (UMR) du CNRS.
Elle comprend près de 270 enseignants-chercheurs, plus d'un millier de doctorants, près de 120 thèses sont rédigées chaque année. Le budget annuel alloué à la recherche est de l'ordre de 1,3 million d'euros. Une banque de mémoire est accessible depuis le site de l'université. Celle-ci regroupe des mémoires soutenus en Master 2 recherche, ou professionnel, que l'on peut consulter gratuitement.

### Alliances
De 2010 à 2013, elle a fait partie du regroupement d'universités Sorbonne Universités aux côtés de Paris-IV et Paris-VI(Paris Cité).  
Le 1er janvier 2022, elle devient un établissement public expérimental, prend le nom d'université Paris-Panthéon-Assas et intègre quatre nouveaux établissements en tant qu'établissements-composantes : l'Institut de management et de communication interculturels (ISIT), l'École française d'électronique et d'informatique (EFREI), le Centre de formation des journalistes (CFJ) ainsi que l'École W,. 
Depuis 2023, elle est membre de l'alliance européenne d'universités 4EU+. 
Au total, l'université Paris-Panthéon-Assas a conclu des accords de coopération avec plus de 160 universités étrangères, toute matière confondue. 

## Classements
Selon Le Figaro, il s'agit de l'université française avec la plus haute proportion d'étudiants ayant obtenu la mention « très bien » au Baccalauréat. Selon Le Nouvel Observateur, ce chiffre serait proche de 97% en 2020.
Ses anciens étudiants ont le meilleur salaire à la sortie parmi les formations de droit en France selon les rapports du ministère de l'Enseignement supérieur, Paris I Panthéon-Sorbonne étant juste derrière en seconde place. En 2017, celui-ci est en moyenne de 42 100 euros, 30 mois après le diplôme. Il est de 49 100 euros pour les diplômés d'économie, et de 85 000 euros en sortie d'étude pour le magistère juriste d'affaire selon Capital.
En 2024, l'université Paris-Panthéon-Assas est la 1re place du classement des meilleures universités de droit françaises selon Le Figaro Étudiant, devant les universités Panthéon-Sorbonne (2e) et Jean Moulin - Lyon 3 (3e)
Au concours d'entrée de l'École nationale de la magistrature, une forte proportion de la promotion vient de l'université Paris-Panthéon-Assas (plus de 40 % en 2011 par exemple).[source secondaire nécessaire]
Elle est à la 49e place au classement national des taux de réussite en licence, réalisé par Le Figaro et à la 54e place dans le classement de L'Étudiant.
L'université Paris-Panthéon-Assas compte deux écoles de journalisme reconnues par la profession, dont l'une, le Centre de formation des journalistes (CFJ), se classe à la 3e place du classement réalisé par Le Figaro Étudiant , derrière Sciences Po (1re) et l'École supérieure de journalisme de Lille (2e). Son département universitaire, l'Institut français de presse (IFP) est classé à la 11e place de ce même classement[pertinence contestée].

## Vie étudiante

### Évolution démographique
Évolution démographique de la population universitaire 

| 1991   | 1992   | 1993   | 1994   | 1995   | 2000   | 2001   | 2002   |
| ------ | ------ | ------ | ------ | ------ | ------ | ------ | ------ |
| 17 974 | 17 875 | 17 531 | 18 499 | 18 450 | 17 319 | 17 704 | 17 355 |

| 2003   | 2004   | 2005   | 2006   | 2007   | 2008   | 2009   | 2010   |
| ------ | ------ | ------ | ------ | ------ | ------ | ------ | ------ |
| 17 098 | 16 655 | 16 320 | 15 637 | 14 490 | 14 499 | 15 223 | 15 602 |

| 2011   | 2012   | 2020   | 2023   | - | - | - | - |
| ------ | ------ | ------ | ------ | - | - | - | - |
| 15 371 | 16 808 | 18 000 | 23 000 | - | - | - | - |

### Associations
En 2023, l'université compte 360 associations étudiantes.
L'université enregistrait la présence de militants d'extrême-droite, ainsi que d'associations liées à cette orientation politique depuis sa création, notamment le Groupe union défense (GUD) depuis la fin des années 1960, jusqu'aux années 1990. Dans les années 2010, des associations d'extrême droite comme le Rassemblement étudiant de droite, de nouveau le GUD, puis Assas Patriote tentent régulièrement de prendre pied à l'université,,,.

## Personnalités liées à l'université

### Présidents
| Mandat      | Nom                              | Qualité                    | UFR de rattachement |
| ----------- | -------------------------------- | -------------------------- | ------------------- |
| 1974 - 1979 | Berthold Goldman                 | Professeur des universités | Droit (privé)       |
| 1979 - 1984 | Jacques Robert                   | Professeur des universités | Droit (public)      |
| 1984 - 1989 | Jean Boulouis                    | Professeur des universités | Droit (public)      |
| 1989 - 1993 | Georges Durry                    | Professeur des universités | Droit (privé)       |
| 1993 - 1997 | Philippe Ardant                  | Professeur des universités | Droit (public)      |
| 1997 - 2002 | Bernard Teyssié                  | Professeur des universités | Droit (privé)       |
| 2002 - 2006 | Jacqueline Dutheil de la Rochère | Professeur des universités | Droit (public)      |
| 2006 - 2012 | Louis Vogel                      | Professeur des universités | Droit (privé)       |
| 2012 - 2020 | Guillaume Leyte                  | Professeur des universités | Droit (histoire)    |
| depuis 2020 | Stéphane Braconnier              | Professeur des universités | Droit (public)      |

### Enseignants-chercheurs
François Terré, Pierre Delvolvé, Yves Gaudemet, Louis Vogel et Serge Sur sont membres de l'Académie des sciences morales et politiques ; Henri Mazeaud en fut membre de 1969 à 1993, Roland Drago de 1990 à 2009 et Prosper Weil de 1999 à 2018. Albert Rigaudière est membre de l'Académie des inscriptions et belles-lettres. Joe Verhoeven est secrétaire général de l'Institut de droit international.

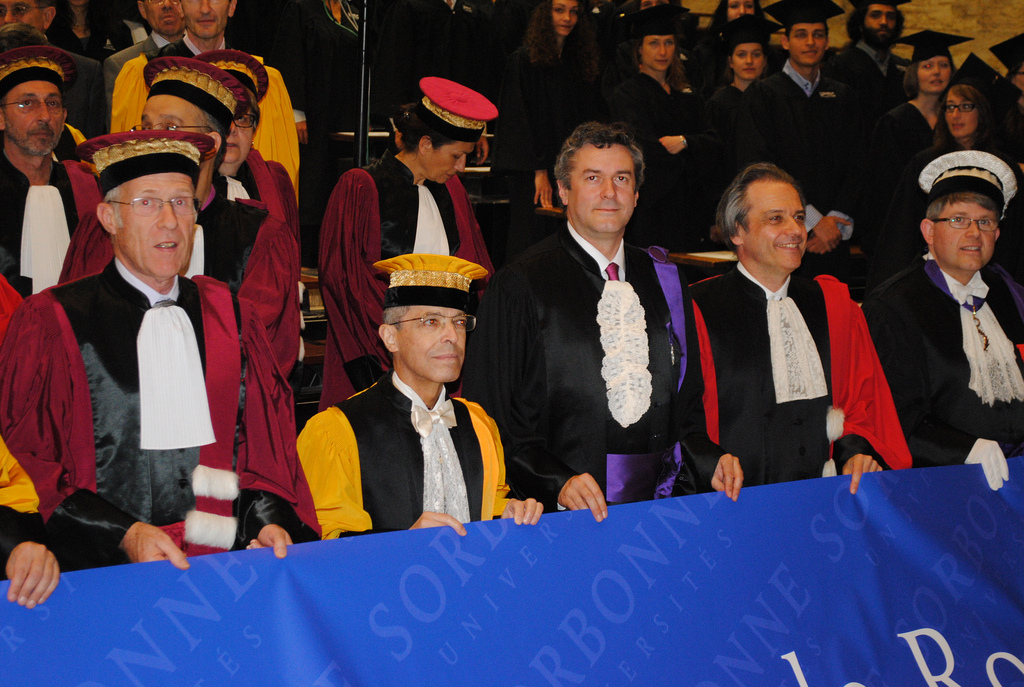
Louis Vogel (deuxième en partant de la droite), président de Panthéon-Assas de 2006 à 2012.

- Ronny Abraham, professeur associé de droit public depuis 2004, juge à la Cour internationale de justice
- Edmond Alphandéry, ministre de l'économie de 1993 à 1995
- Suzanne Basdevant, professeure de droit, présidente de l'Académie des sciences morales et politiques
- Henri Batiffol, professeur de droit maritime, de droit civil et de droit international privé
- Olivier Beaud, professeur de droit public
- Mario Bettati, professeur de droit international
- Antoine Billot, membre sénior de l'Institut universitaire de France et romancier
- Jean-Michel Blanquer, professeur de droit public, ancien recteur d'académie et ministre de l'Éducation nationale[71]
- Jean-Pierre Boisivon, directeur de 1990 à 1997 du groupe Essec
- Marguerite Boulet-Sautel, professeure d'histoire du droit
- Jean Carbonnier, professeur de droit privé et spécialiste de droit civil
- Nicole Catala, secrétaire d'État chargée de la Formation professionnelle de 1986 à 1988
- Jean Foyer, ministre de la justice de 1962 à 1967
- Olivier Jouanjan, professeur de droit public
- David Naccache, expert auprès la Cour pénale internationale et membre du laboratoire d'informatique de l'École normale supérieure
- Bibia Pavard, maîtresse de conférences en histoire
- Jean Rivero, professeur de droit public
- Roger-Gérard Schwartzenberg, secrétaire d'État à l'Éducation nationale puis aux universités de 1983 à 1986, ministre de la recherche de 2000 à 2002
- Evelyne Sullerot, sociologue, enseignante à l'IFP
- Sébastien Touzé, professeur de droit public, directeur de la Fondation René Cassin
- Abderrazak Zouaoui, économiste et ministre tunisien

### Étudiants

#### Personnalités politiques
- Président de la République française :
  - François Hollande
- Premiers ministres français :
  - Jean-Pierre Raffarin, Dominique de Villepin, Gabriel Attal

#### Présidents de la République étrangers
- Catherine Samba-Panza (République centrafricaine)
- Prokópis Pavlópoulos (Grèce)
- Ekateríni Sakellaropoúlou (Grèce)

Premiers ministres étrangers 
- Pierre-Damien Habumuremyi (Rwanda)
- Panagiótis Pikramménos (Grèce)
- Vassilikí Thánou-Christophílou (Grèce)

#### Personnalités politiques diverses
- Jean-Marie Le Pen, fondateur du Front national
- Louis Giscard d'Estaing, homme politique
- Henri Giscard d'Estaing, homme politique et d'affaires
- Marine Le Pen, Président du groupe Rassemblement national à l'Assemblée nationale
- François Baroin, homme politique
- Gilbert Collard, avocat et ancien député Rassemblement national
- Jean-Louis Borloo, homme politique français
- Claude Chirac, femme politique
- Martine Aubry, femme politique, maire de Lille
- Sacha Houlié, avocat et député
- Christiane Taubira, ancienne ministre de la Justice
- Christine Boutin, femme politique
- Marion Maréchal, ancienne député, vice-présidente de Reconquête
- Rachida Dati, magistrate et ancienne ministre de la justice, maire du 8e arrondissement de Paris
- Jean-Louis Debré, ancien président de l'Assemblée nationale
- Amir Hossein Jahanshahi, homme politique iranien.

#### Monde des médias
- Journalistes : Claire Chazal, présentatrice du 20 heures de TF1 ; Laurent Delahousse, présentateur du 20 h de France 2 ; Jean-Pierre Elkabbach, journaliste ; Marc-Olivier Fogiel, animateur et producteur d'émissions de télévision et de radio ; Philippe Manière, journaliste ; Bernard Rapp, présentateur du 20 heures ; Antoine Silber, journaliste ; Léa Salamé, animatrice sur France 2 ; Thomas Sotto, responsable de la matinale d'Europe 1, Rachel Khan ;
- Responsables de groupes : Jean-Marie Colombani, directeur du journal Le Monde de 1994 à 2007, Marc Crépin, directeur de la rédaction de France Culture et de France Musique, Axel Duroux, PDG des stations française de RTL Group, Pierre Jeantet, président du directoire du groupe Le Monde en 2007, Jean-Paul Cluzel, ancien président de Radio-France

#### Personnalités du monde des affaires
- Catherine Guillouard, PDG de la RATP
- Denis Hennequin, président directeur général du groupe Accor
- Maxime Lombardini directeur général d'Iliad
- Mathieu Laine, entrepreneur
- Patricia Berthelot, directrice générale adjointe des Brasseries du Cameroun

#### Juristes
- Joaquim Barbosa, ancien président du Tribunal suprême fédéral brésilien
- Yves Bot, avocat général français de la Cour de justice des Communautés européennes
- Mireille Delmas-Marty, membre de l'Institut, professeure de droit privé, membre de l'Académie des sciences morales et politiques
- Christian Charrière-Bournazel, bâtonnier de l'ordre des avocats à la cour d'appel de Paris
- Éric Halphen, juge anti-corruption français
- Claude Katz, avocat français
- Arno Klarsfeld, avocat français
- Éric de Montgolfier, magistrat français
- Raymond Ranjeva, magistrat malgache, vice-président de la Cour internationale de justice
- Ekateríni Sakellaropoúlou, présidente du Conseil d'État grec
- Vassilikí Thánou-Christophílou, présidente de la Cour de cassation grecque
- Camille Kouchner, avocate et universitaire
- François Molinié, président de l'ordre des avocats au Conseil d'État et à la Cour de cassation

- Akima Paul Lambert, avocate et militante britannique
- Immaculée Nyirinkwaya, première femme présidente de la cours suprême au Rwanda en 1995[72].

#### Autres
- Cécilia Sarkozy, Première dame de France en 2007.
- Floriane Chinsky, rabbin.
- Corinne Coman, Miss France 2003.
- Raphaël Haroche (dit Raphael), chanteur.
- Maurice Gourdault-Montagne, diplomate.
- Sofia Saïdi, mannequin femme et animatrice de télévision marocaine.